# Vakf

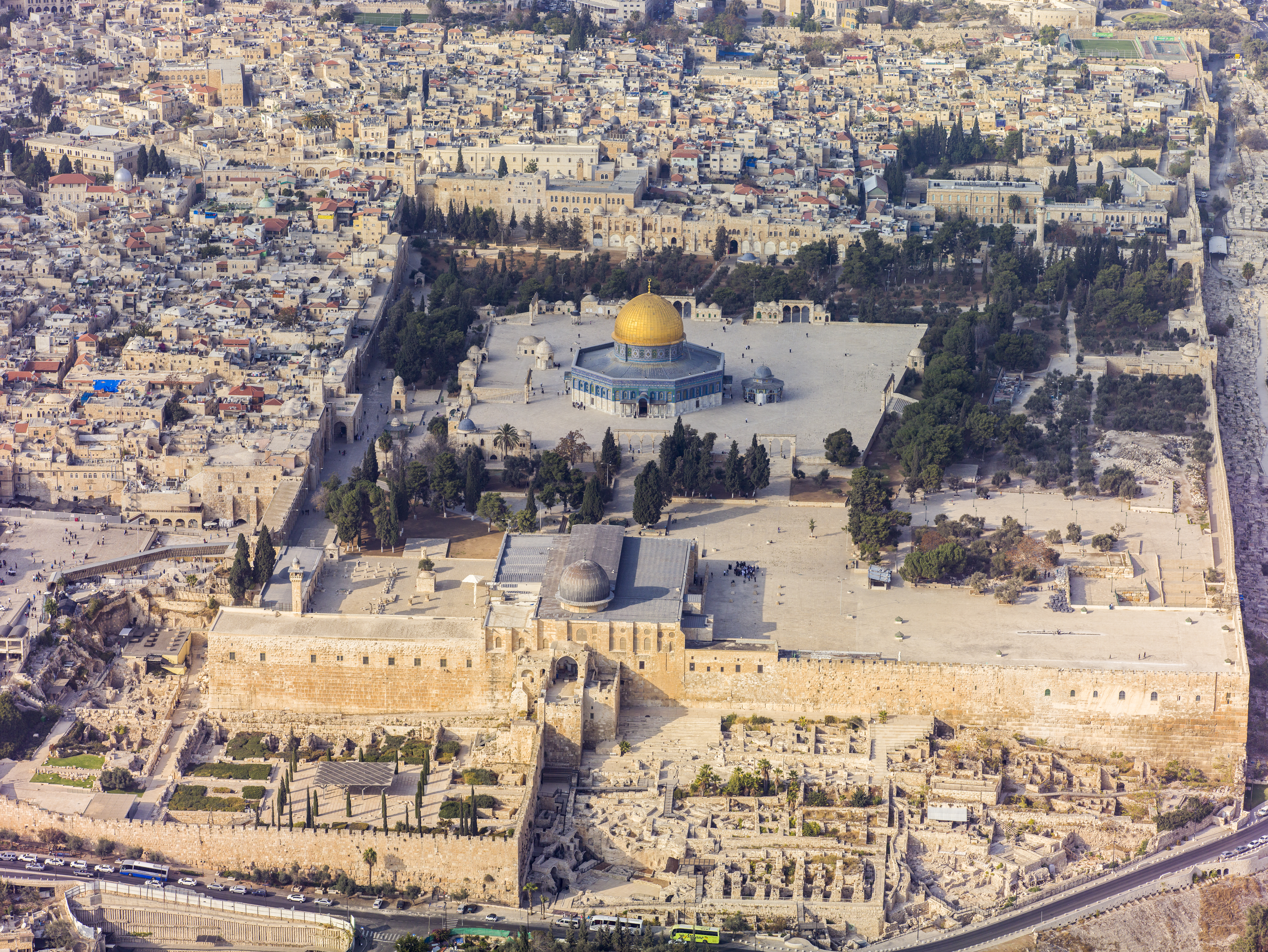
Chrámová hora, spravovaná Jeruzalémským islámským vakfem

Vakf (arabsky وقف, turecky vakıf, urdsky وقف‎, bosensky vakuf) je islámská náboženská nadace. Bývá zřízena darováním majetku, často nemovitých věcí, k náboženským či dobročinným účelům. Vakf může zřídit i nemuslim. Vakf je spravován ustanoveným správcem. Vakf je zamýšlen jako institut s neomezenou dobou trvání, za určitých podmínek však může být ukončen.